# Jacques Aymar-Vernay
Pour les articles homonymes, voir Aymar et Vernay.
Jacques Aymar Vernay, né en 1657 et mort en décembre 1707 à Saint-Vérand en Dauphiné, était un paysan connu également pour ses talents de sourcier.

## Biographie
Jacques Aymar Vernin (ou Aymar Vernay) est baptisé à Saint-Véran (orthographe en usage sous l'ancien Régime), le 23 septembre 1657. Fils de Claude, laboureur, et de Françoise Sauze, Jacques Aymar est l’aîné de neuf enfants. Il sera laboureur comme son père et, muni de son inséparable baguette de coudrier, il sera également un sourcier réputé pour sa capacité à résoudre les énigmes.
Le 5 mars 1692, un marchand de vin de Lyon et sa femme sont assassinés dans leur cave. L’enquête piétine. Un voisin suggère alors de recourir aux services de Jacques Aymar. Conduit sur les lieux du crime, celui-ci s’emploie à reconstituer l’itinéraire des assassins grâce à sa baguette qui l’entraîne jusqu’à Beaucaire. Là, elle désigne un bossu qui vient d’être arrêté pour un petit larcin. Ramené à Lyon, le bossu avoue être l’un des auteurs du crime. Il est aussitôt condamné à être rompu vif sur la place des Terreaux. Les Lyonnais sont extrêmement impressionnés par cette suite d’évènements et très vite de nombreux récits louent les pouvoirs du sourcier de Saint-Véran. 
Désormais célèbre, Jacques Aymar est sollicité de toute part pour exercer ses talents divinatoire. Ses pouvoirs fascinent et sa renommée enfle. De nombreux émules apparaissent dans tout le royaume, à Toulouse, en Dauphiné ou encore dans le nord. C'est également le cas ailleurs en Europe, notamment en Espagne où on les nomme les Zahuris. 
Les autorités s’en émeuvent. Jacques Aymar est alors appelé à Paris où la prestigieuse et très officielle Académie Royale des Sciences le soumet à une série de tests qui le mettent en défaut. Aucun travail historique n’a jusqu’à présent été conduit sur la nature et la validité de ces épreuves. Toujours est-il que le prince Henri de Bourbon-Condé le dénoncera comme imposteur. Jacques Aymar meurt à Saint-Véran en décembre 1707, laissant un modeste héritage. Son acte de sépulture est ainsi rédigé "Le 7e de décembre 1707, a été inhumé dans le cimetière de Saint Véran, Jacques Aymar Vernin après avoir reçu le saint Viatique et donné les marques d’un véritable chrétien". 
Les faits et gestes de Jacques Aymar furent abondamment commentés au fil du temps, sur fond de condamnation par l’Église des pratiques superstitieuses, de divergences entre intellectualisme et culture populaire. L'histoire de la Dent d'or avait déjà longuement tourmenté les débats entre rationalistes et tenants des sciences occultes au long du XVIIe siècle, et la notoriété d'Aymar redonne une vivacité à ces dures oppositions intellectuelles. Malebranche attribue ses prétendus prodiges au démon. L'abbé de Vallemont, convaincu de l'efficacité de la baguette divinatoire, le défend dans La Physique occulte en 1693. De nombreux chroniqueurs se montreront critiques, en particulier Pierre Bayle et Leibniz. Cependant, la très sérieuse Revue du Lyonnais publiera en 1837 un article qui hisse la baguette divinatoire de Jacques Aymar au rang des découvertes "qui ont fait la fortune des civilisations en Europe". Un siècle plus tard, Bletton, Pennet, Campetti et d'autres seront soumis aux mêmes controverses.